# Дз
дз — диграф, що використовується в кирилиці. Складається з двох окремих кириличних букв д і з. Позначає один звук — дзвінкий ясенний африкат [d͡z]; перед /i, j/ позначає палаталізований (пом'якшений) [d͡zʲ]. Використовується в слов'янських (білоруській і українській) і несловянських (абазинській, адигейській, кабардино-черкеській, осетинській) мовах.

## Мови
| Мова                | МФА  | Примітки                       |
| ------------------- | ---- | ------------------------------ |
| білоруська          | /d͡z/ | дві окремі літери, одна фонема |
| українська          | /d͡z/ | дві окремі літери, одна фонема |
| абазинська          | /d͡z/ | самостійна літера ДЗ, дз       |
| адигейська          | /d͡z/ | самостійна літера ДЗ, дз       |
| кабардино-черкеська | /d͡z/ | самостійна літера ДЗ, дз       |
| осетинська          | /d͡z/ | самостійна літера ДЗ, дз       |

- У білоруській і українській мовах дз читається як два окремих звуки на стику префікса і кореня слова :
Наприклад: біл. падземны; укр. підземний.

## Інші позначення
У кириличних абетках звук [d͡z] також позначається як:
- Ӡ — абхазька мова.
- Ѕ — македонська мова.

У некириличних мовах:
- Ձ — вірменська мова
- ძ — грузинська мова
- dz — мови, що використовують латинку.